# Hermann Gladenbeck

Hermann Gladenbeck

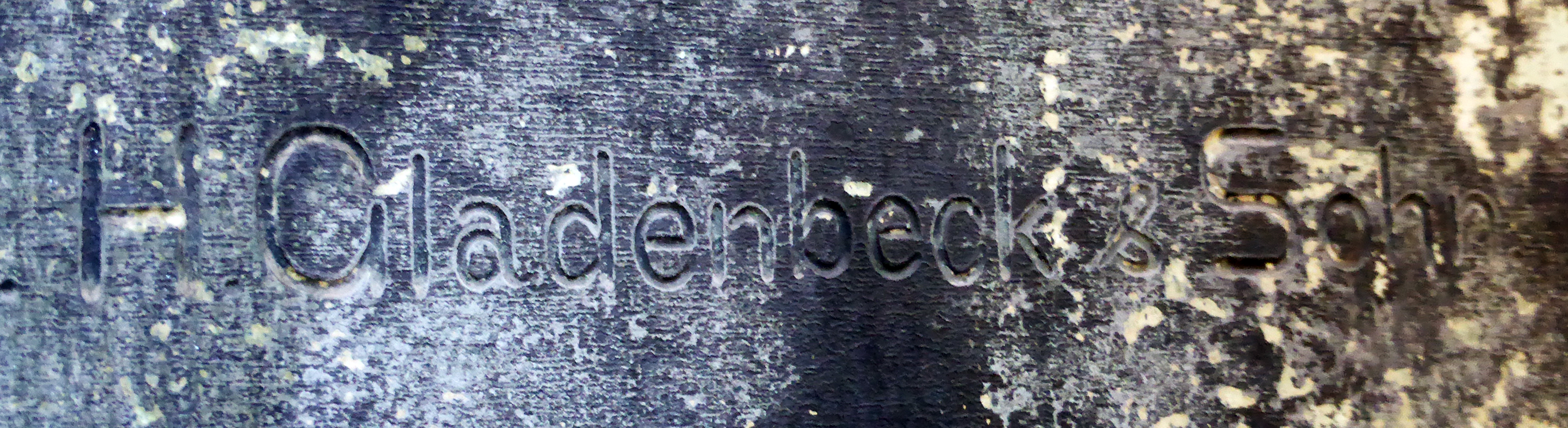
Gießerstempel 1883

Carl Gustav Hermann Gladenbeck (* 24. Januar 1827 in Berlin; † 11. November 1918 in Friedrichshagen) war ein deutscher Bronzegießer des 19. Jahrhunderts.

## Leben
Hermann Gladenbeck wurde als Sohn von Charlotte Luise (geb. Thomas) und Johann Gladenbeck (Chirurg) in Berlin geboren. Er absolvierte eine Lehre im Königlichen Gießhaus bei Christoph Heinrich Fischer. Im Jahr 1851 machte sich Gladenbeck als Bildgießer selbständig und mietete hierfür eine ehemalige Schlosserei in der Johannisstraße 3 an. Einen ersten wichtigen Auftrag erhielt er im Folgejahr von Christian Daniel Rauch, der drei Verkleinerungen des von ihm geschaffenen Reiterstandbilds Friedrichs des Großen, das 1851 auf Unter den Linden aufgestellt worden war, bestellte. Einen weiteren, weit größeren Auftrag erhielt Gladenbeck von Rauch dann im Jahr 1856 mit dem Auftrag zum Guss der Kant-Statue für Königsberg (Preußen). Da Gladenbecks bisherige Gießerei dafür nicht groß genug war, wurde ihm die Königliche Bildgießerei in der Berliner Münzstraße 10/12  als Werkstatt zur Verfügung gestellt. Nachdem der Sohn Oscar Gladenbeck Teilhaber der Gießerei wurde, firmierte diese seit 1. April 1878 als H. Gladenbeck & Sohn. Nach Auslaufen des Mietvertrages am 1. Oktober 1887 verlagerte Gladenbeck die Gießerei nach Friedrichshagen bei Berlin (seit 2001 im Berliner Bezirk Treptow-Köpenick) in die damalige Wilhelmstraße (seit 1951 Peter-Hille-Straße) 62. Das Unternehmen firmierte ab 6. April 1888 nach der Fusion mit dem Unternehmen seines ältesten Sohnes als Bronce- und Zinkgusswaarenfabrik Oscar Gladenbeck als Aktiengesellschaft Gladenbeck, vorm. Gladenbeck & Sohn.
Aus der Bronzegießerei gingen zahlreiche bedeutende Standbilder und Denkmale sowie Groß- und Kleinplastiken hervor, neben dem Kant-Denkmal für Königsberg, beispielsweise die Viktoria der Berliner Siegessäule nach dem Entwurf von Friedrich Drake. In Europas größter Backsteinburg in Malbork (Marienburg) Polen sind im großen Innenhof die Bronzestatuen der vier Großmeister Preußens (nach einem Entwurf von Rudolf Siemering, 1872) aufgestellt. Es wird auf der erklärenden Tafel auf die Gießerei Hermann Gladenbeck aus Berlin-Friedrichshagen (1876) hingewiesen. Angesichts der Jahreszahl ist es fraglich, an welchem Standort der Gießerei diese Statuen hergestellt wurden.
U. a. die von den Nazis ermordete jüdische Medailleurin Else Fürst ließ Bronze-Medaillen und -Plaketten gießen.
Hermann Noack lernte bei ihm und wirkte als Werkmeister am Guss des Kaiser-Wilhelm-Nationaldenkmals. Im Jahr 1892 wurde Hermann Gladenbeck zusammen mit seinen Söhnen Oscar (1851–1921) und Alfred (1858–1912) aus der Geschäftsführung der AG entlassen. Er zog sich daraufhin aus dem Geschäftsleben zurück.
Seine jüngeren Söhne Walter (1866–1945) und Paul (1869–1947), angestellte Bildgießer in der Aktiengesellschaft, gingen nun beruflich eigene Wege. Sie verließen das Unternehmen und gründeten, wie bereits der Bruder Oscar (Oscar Gladenbeck & Co., später Oscar Gladenbeck G.m.b.H.), unterstützt von ihrem Vater Hermann, ein eigenes Unternehmen, die Gladenbeck’s Broncegiesserei, Inh. Walter & Paul Gladenbeck. So gab es nach 1892 gleich drei Gladenbecksche Gießereien in Friedrichshagen, die nun in Konkurrenz untereinander produzierten.
Gladenbeck wurde auf dem Evangelischen Friedhof Friedrichshagen bestattet.

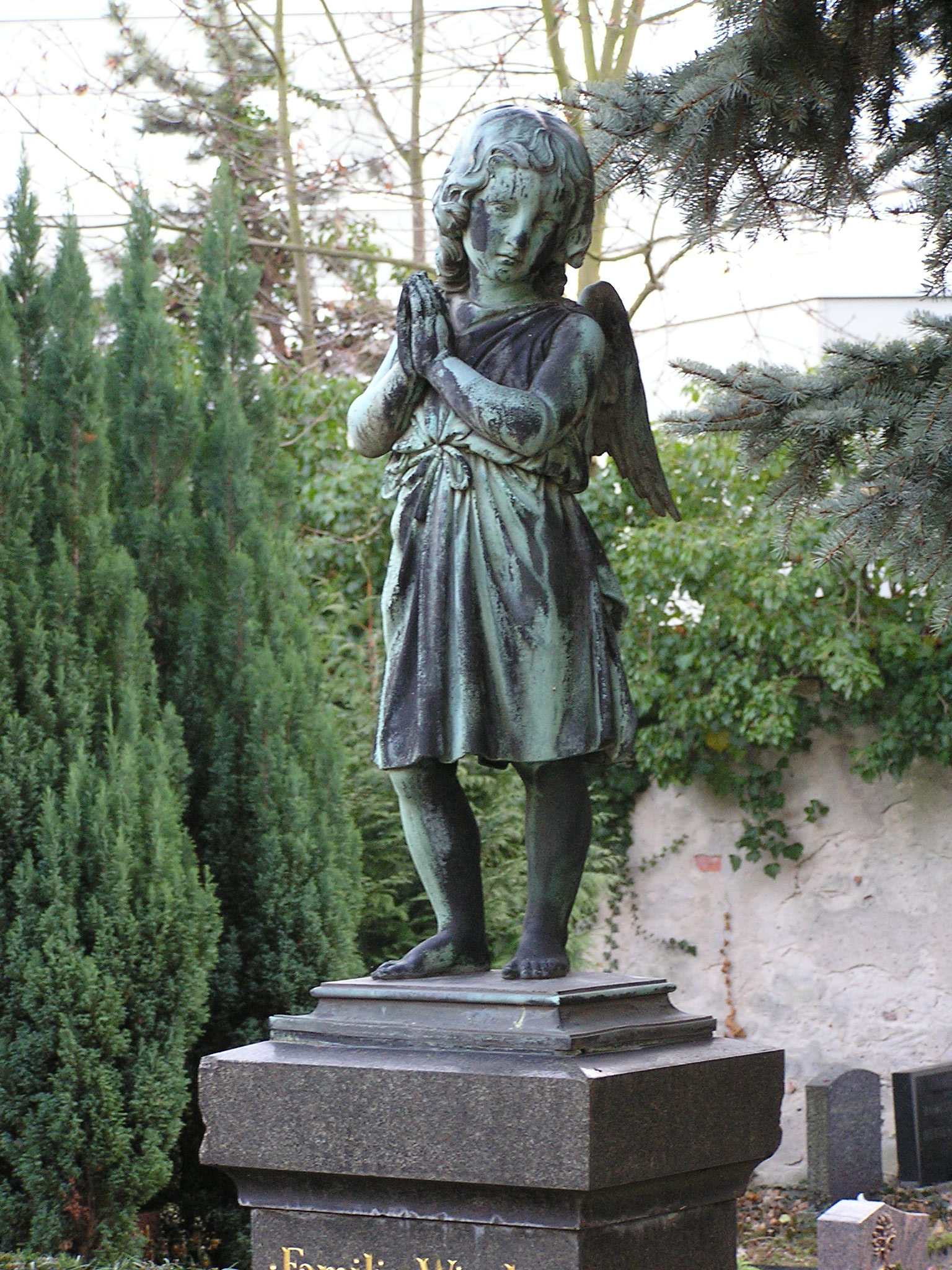
Engel auf dem Luisenfriedhof II
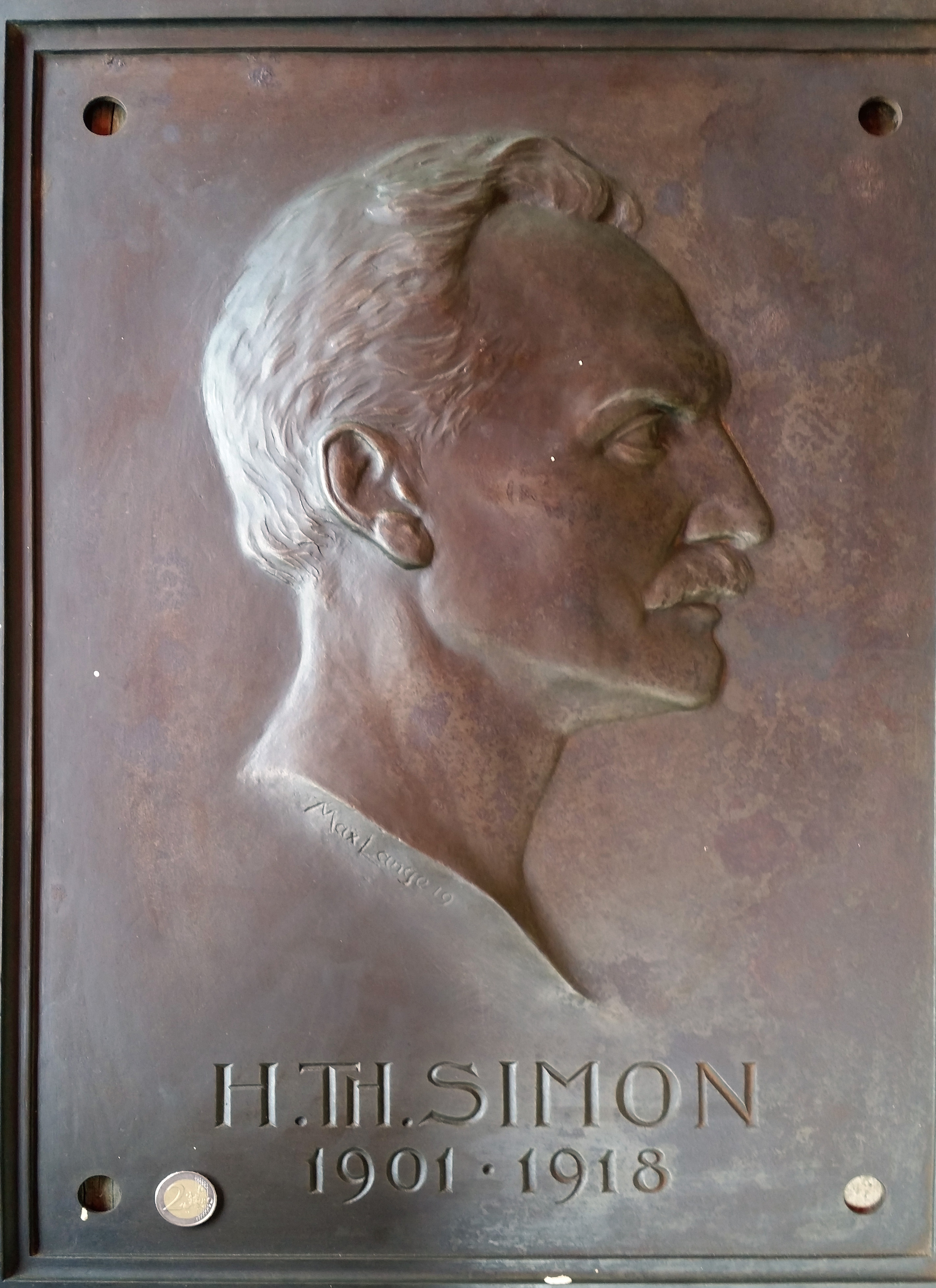
Einseitige Gussplatte (Plakette, Medaille) 430 × 600 mm des Hermann Theodor Simon. Werk Max Lange in der Zeit in Göttingen von 1919
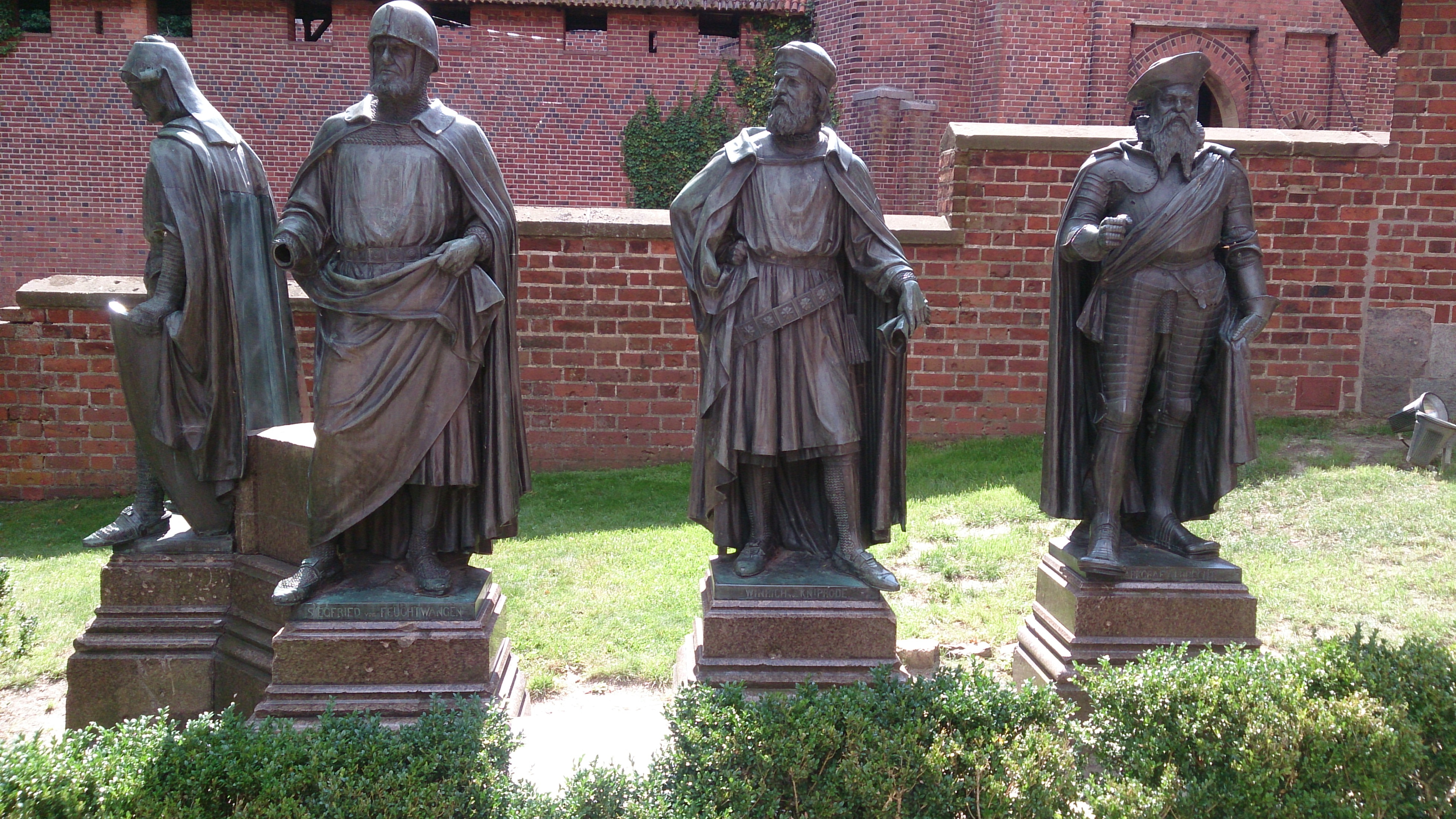
Die vier Großmeister Preußens (Hermann von Salza, Siegfried von Feuchtwangen, Winrych von Kniprode, Albrecht Hohenzollern) im Innenhof der Marienburg (Malbork, Polen)
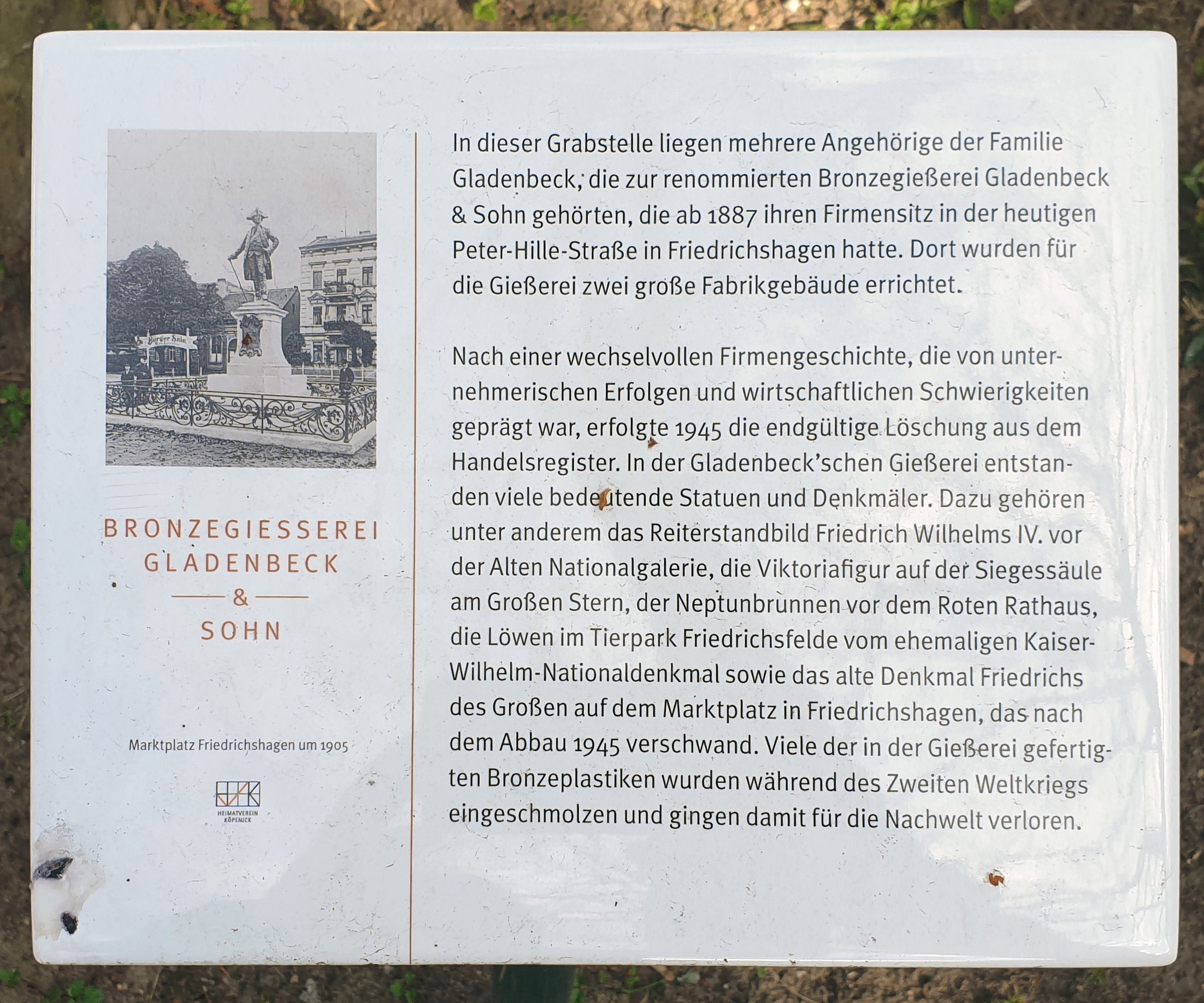
Gedenktafel auf dem Evangelischen Friedhof Berlin-Friedrichshagen

Im Jahr 1989 gründete Frank Herweg im Berliner Ortsteil Kreuzberg eine eigene Bildgießerei und konnte rund 240 Bronzegussmodelle der Gladenbeckschen Gießerei übernehmen. Er ist in der Lage, Nachgüsse von diesen Objekten herzustellen, die in seinem Gladenbeck-Verkaufssalon ausgestellt sind.